# Метод протискування індикаторних речовин
Метод протискування індикаторних речовин (рос. метод продавливания индикаторных веществ; англ. method for pressing tracers (tracer materials) into beds, нім. Komplettierungsmethode f der Indikatorflüssigkeiten) — індикаторний метод, оснований на протискуванні в пласти індикаторної речовини (бору, флуору, калію і ін.) для диференціації розрізу свердловини за ємнісними і фільтраційними властивостями і рішення технологічних завдань (виявлення інтервалів поглинання рідини, визначення меж обводненості частини пласта, перевірки цілісності цементного каменя та герметичності колони і ін.) шляхом вивчення радіометричних та інших показників.